# Tramvaje Graz série 1–41 (Brno)
Tramvaje série 1–41 jsou typ dvounápravové obousměrné tramvaje, vyrobené pro Společnost brněnských elektrických pouličních drah podnikem Grazer Waggon- & Maschinen-Fabriks-Aktiengesellschaft vorm. Joh. Weitzer ve Štýrském Hradci. Tyto vozy, vyráběné v letech 1899–1900 a zařazené v letech 1900–1903, zahajovaly provoz elektrické tramvaje v Brně. Společně s nimi byly vyrobeny vlečné vozy stejného vzhledu.

## Konstrukce
Tramvaje byly na tehdejší dobu obvyklé konstrukce s otevřenými plošinami. Skříň vozu byla dřevěná, vně oplechovaná se základnou v podobě roštu z válcovaných ocelových profilů. Dolní část bočnice byla obložena pásem dřevěných peřejek. Střecha a nástřešek byly zhotoveny z dřevěných palubek pokrytých plátnem. Na nástřešku se nacházel tyčový sběrač, který byl později nahrazen lyrovým. V interiéru, který byl od plošin oddělen jednoduchými přepážkami s posuvnými dveřmi, se nacházely podélné laťkové lavice. Pojezd vozu tvořil dvounápravový podvozek s rozvorem 1800 mm, který byl během první světové války prodloužen na 2200 mm. Pohon zajišťovaly dva motory typu GE 58, napojené na nápravy pomocí převodu z ozubených soukolí s převodovým poměrem 1:6. Regulace výkonu byla prováděna pomocí odporů umístěných pod podlahou. Ovládání zajišťovaly kontroléry B 6-8 s devíti jízdními stupni (z toho pěti pro sériové zapojení motorů) a sedmi stupni elektrodynamické brzdy. Vnitřní osvětlení a osvětlení linkové orientace bylo žárovkové, s žárovkami na 120 V, vždy s pěti zapojenými do série. Čelní osvětlení bylo zprvu realizováno petrolejovou lampou, aby bylo zajištěno osvětlení i při výpadku proudu, později bylo nahrazeno elektrickým.

## Dodávky tramvají
V letech 1899–1900 bylo vyrobeno celkem 41 vozů tohoto typu.
| Současný stát | Město | Článek | Roky dodávek | Počet vozů | Evidenční čísla při dodání | Poznámky                                          | Zdroj |
| ------------- | ----- | ------ | ------------ | ---------- | -------------------------- | ------------------------------------------------- | ----- |
| Česko         | Brno  | článek | 1899–1900    | 41         | 1–41                       | vozy 1–7 v letech 1903–1904 přečíslovány na 42–48 | [ 3 ] |

## Provoz

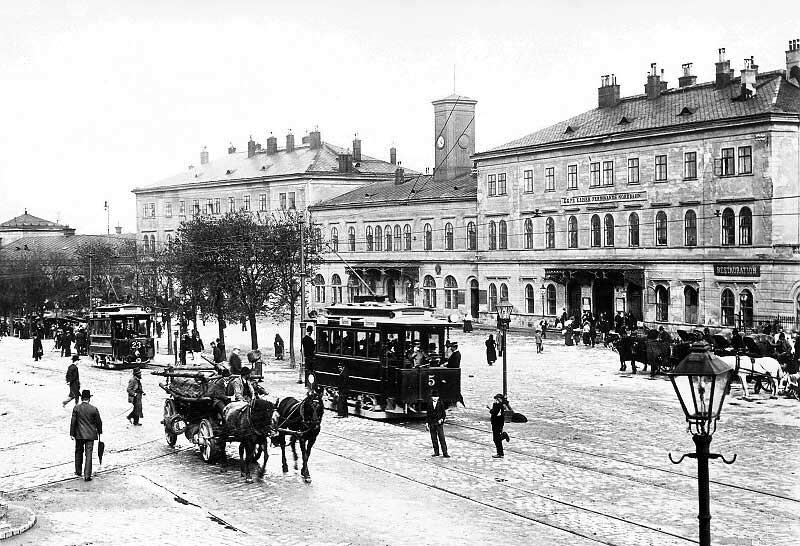
Vozy č. 5 a 23 před budovou brněnského hlavního nádraží někdy v letech 1901 či 1902

Vozy série 1–41 byly do provozu u Gesellschaft der Brünner elektrischen Strassenbahnen (GBES; Společnost brněnských elektrických pouličních drah) uváděny postupně. V roce 1900 začalo jezdit prvních 27 vozů, v následujícím roce dalších dvanáct. Zbylé tři kusy byly zprovozněny do roku 1903. V letech 1903 a 1904 byly zakoupeny tramvaje čísel 1–5 a 6–7 od strojírny Lederer & Porges v Králově Poli, takže prvních sedm vozů ze Štýrského Hradce bylo přečíslováno na čísla 42–48. Mezi lety 1906–1910 byly všechny tramvaje série 8–48 přelakovány z původního hnědého nátěru do bílo-červené kombinace. Vozy jezdily pravidelně až do poloviny 20. let 20. století, kdy se začalo projevovat jejich stáří, nízká kapacita a vyšší poruchovost oproti nově dodávaným vozům z Královopolské. Od druhé poloviny 20. let začaly být vyřazovány, či převáděny do služebního stavu.

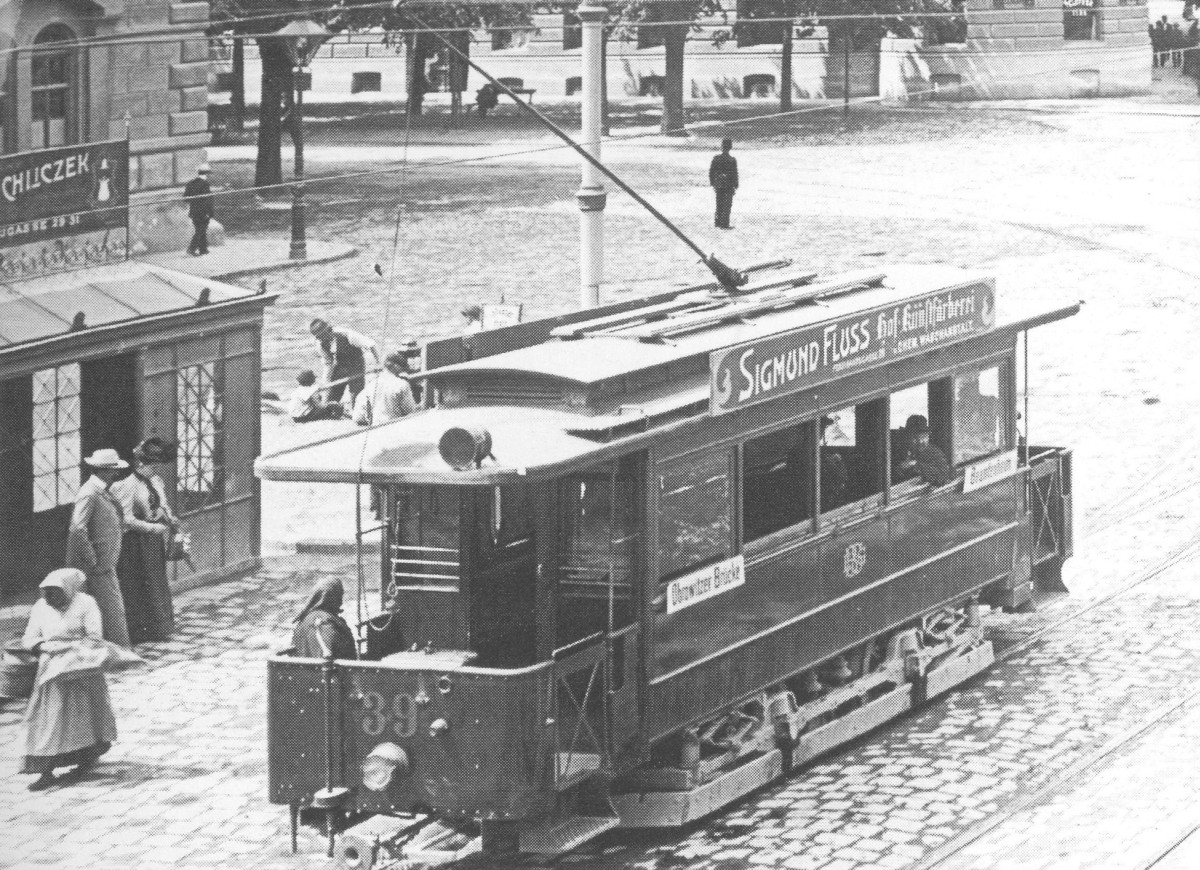
Tramvaj č. 39 na dnešním Moravském náměstí v roce 1905/1906

Od roku 1930 jezdilo v běžném provozu pouze 14 vozů z této série. Roku 1935 byly tři dlouhodobě odstavené tramvaje prodány do Olomouce. Kvůli vypuknutí druhé světové války byla část odstavených vozů vrácena do provozu, v letech 1943–1944 a 1946 bylo několik z nich upraveno na vlečné vozy. Po skončení války v roce 1945 jezdilo devět tramvají, které v roce 1950 získaly souvislou číselnou řadu 4–12. Z osobního provozu byly definitivně vyřazeny v roce 1954. Dva vozy byly odprodány do Olomouce, jeden do Ostravy. Tramvaje přestavené na vlečné vozy (č. 192–195) byly vyřazovány v letech 1957–1964.
Po roce 1945 bylo využíváno devět vozů jako služebních, ty získaly nová čísla 503–511. V roce 1954 k nim přibyly další tři (č. 512–514). Část jich byla vyřazena do roku 1963, celkem šest jich bylo nadále využíváno i po tomto roce, kdy služební vozy získaly novou číselnou řadu 800. Téměř všechny služební tramvaje z původní série 1–41 byly vyřazeny do roku 1967. Jako jediný zůstal kolejový brus č. 803, který k tomuto účelu sloužil již od roku 1930. V roce 1969 byl přečíslován na č. 4030, k jeho odstavení došlo o rok později po dodání nového brusu Schörling.
Brousicí vůz č. 4030 byl posledním dochovaným zástupcem série 1–41. Po svém odstavení byl během roku 1971 v Ústředních dílnách Dopravního podniku města Brna kompletně zrenovován do stavu z let 1911–1930 (vyjma lyrového sběrače, který byl osazen v polovině 30. let) a se svým původním číslem 10 následně zakoupen Technickým muzeem v Brně, které jej zařadilo do své sbírky vozidel MHD.